# AMD K9
AMD K9 – dziewiąta generacja mikroprocesorów AMD będącą rozwinięciem AMD K8. Są to wszystkie dwurdzeniowe procesory serii Athlon 64 X2 wykonywane w procesie technologicznym 90 i 65 nanometrów dostępne na podstawki Socket 939 i AM2.